# Hiệp ước Ranh giới và Bạn bè Đức-Xô
Hiệp ước Ranh giới và Bạn bè Đức-Xô là hiệp ước bù vào thứ hai của Hiệp ước Xô-Đức. Nó là một mệnh đề bí mật được sửa đổi vào ngày 28 tháng 9 năm 1939 bởi Đức Quốc Xã và Liên Xô sau cuộc tấn công Ba Lan. Nó được ký bởi Joachim von Ribbentrop và Vyacheslav Molotov, bộ trưởng bộ ngoại giao của các nước riêng họ, dưới sự có mặt của Joseph Stalin. Một phần nhỏ của biên bản được thông báo công khai, trong khi tin về các vùng ảnh hưởng của Đức Quốc Xã và Liên Xô được giữ bí mật. Mệnh đề thứ ba được ký vào ngày 10 tháng 1 năm 1941 bởi Friedrich Werner von Schulenburg và Molotov, khi Đức rút lui lãnh thổ của nó ở Litva vài tháng trước Chiến dịch Barbarossa.

## Điều khoản bí mật
Một số điều khoản bí mật được ghi trong hiệp ước. Các điều khoản đó cho phép di chuyển quan chức Liên Xô và Đức qua các vùng chiếm đóng ở Ba Lan, làm lại các vùng chịu vùng ảnh hưởng bởi hiệp ước và cả hai bên không được cho phép "sự lay động Ba Lan" hướng đến bên kia trên lãnh thổ của mình.
Trong sự xâm lược phía tây đến Ba Lan, quân Wehrmacht của Đức kiểm soát được vùng Lublin Voivodeship và đông  Warsaw Voivodeship - lãnh thổ mà thuộc vùng ảnh hưởng của Liên Xô. Để đền bù cho Liên Xô cho mất mát đó, Litva được chuyển đến vùng ảnh hưởng của Liên Xô trừ bờ bên trái của sông Šešupė, và vẫn thuộc ảnh hưởng của Đức.

## Kết quả
Liên Xô đã ký một hiệp ước giúp đỡ chung với Estonia (28 tháng 9), Latvia (5 tháng 10) và Litva (10 tháng 10 năm 1939). Theo hiệp ước, Litva có một phần năm lãnh thổ của vùng Vilnius, bao gồm thủ đô và đổi lại sẽ xây 5 căn cứ quân sự Liên Xô với 20,000 quân lính ở khắp Litva.